# فرس البحر المصري
فرس البحر المصري (الاسم العلمي:Hippocampus suezensis) (بالإنجليزية: Egyptian seahorse)‏ هو نوع من الأسماك يتبع جنس فرس البحر من فصيلة زمارات البحر.